# Michael Patrick Jann
Michael Patrick Jann est un acteur, réalisateur, scénariste et producteur américain né le 15 mai 1970 à Albany, New York (États-Unis).

## Filmographie

### Comme acteur
- 1991 : Aisle Six : Carl
- 1992 : You Wrote It, You Watch It (série télévisée) : Various Characters
- 1992 : I'm Your Man : Party attendee
- 1995 : The State's 43rd Annual Halloween Special (TV) : Various
- 1998 : Orange Quarters : First Funeral Mourner

### Comme réalisateur
- 1993 : The State (série télévisée)
- 1995 : The State's 43rd Annual Halloween Special (TV)
- 1999 : Belles à mourir (Drop Dead Gorgeous)
- 2001 : Bad News Mr. Swanson (TV)
- 2003 : Reno 911, n'appelez pas ! (série télévisée)
- 2010 : Ghosts/Aliens (TV)
- 2010 : Most Likely to Succeed (TV)
- 2011 : Brave New World (TV)
- 2012 : El Jefe (TV)
- 2015 : Mantivities
- 2019 : Daybreak

### Comme scénariste
- 1993 : The State (série télévisée)

### Comme producteur
- 1991 : Aisle Six